# Elizabeth Shoumatoff
Elizabeth Shoumatoff (ryska: Елизавета Николаевна Шуматова], född Avinoff 6 oktober 1888 i Charkiv i Ryska kejsardömet, numera Ukraina, död 30 november i USA, var en rysk-amerikansk porträttmålare. Hon är mest känd för det sista, inte avslutade, porträttet av Franklin D. Roosevelt. 
Elizabeth Shoumatoff föddes i en rysk officersfamilj i det dåvarande Ryska kejsardömet. Hennes bror Andrey Avinoff (1884–1949) var en framstående entomolog och konstnär. Elizabeth Shoumatoff reste 1917 till USA med sin man Leo Shoumatoff i en handelsdelegation och beslöt efter oktoberrevolutionen att stanna kvar där. De bosatte  sig på Long Island. Leo Shoumatoff dog 1928 i en drunkningsolycka.
Shoumatoffs talang för porträttmåleri ledde till uppdrag från ett antal välbeställda familjer i USA, Storbritannien och övriga Europa, till exempel familjerna Frick, du Pont, Mellon, Woodruff och Firestone samt storhertigfamiljen av Luxemburg. President Franklin D. Roosevelt satt modell för ett porträtt i Little White House i Warm Springs i Georgia, när han drabbades av en stroke den 12 april 1945, och dog några timmar senare.

## Bildgalleri

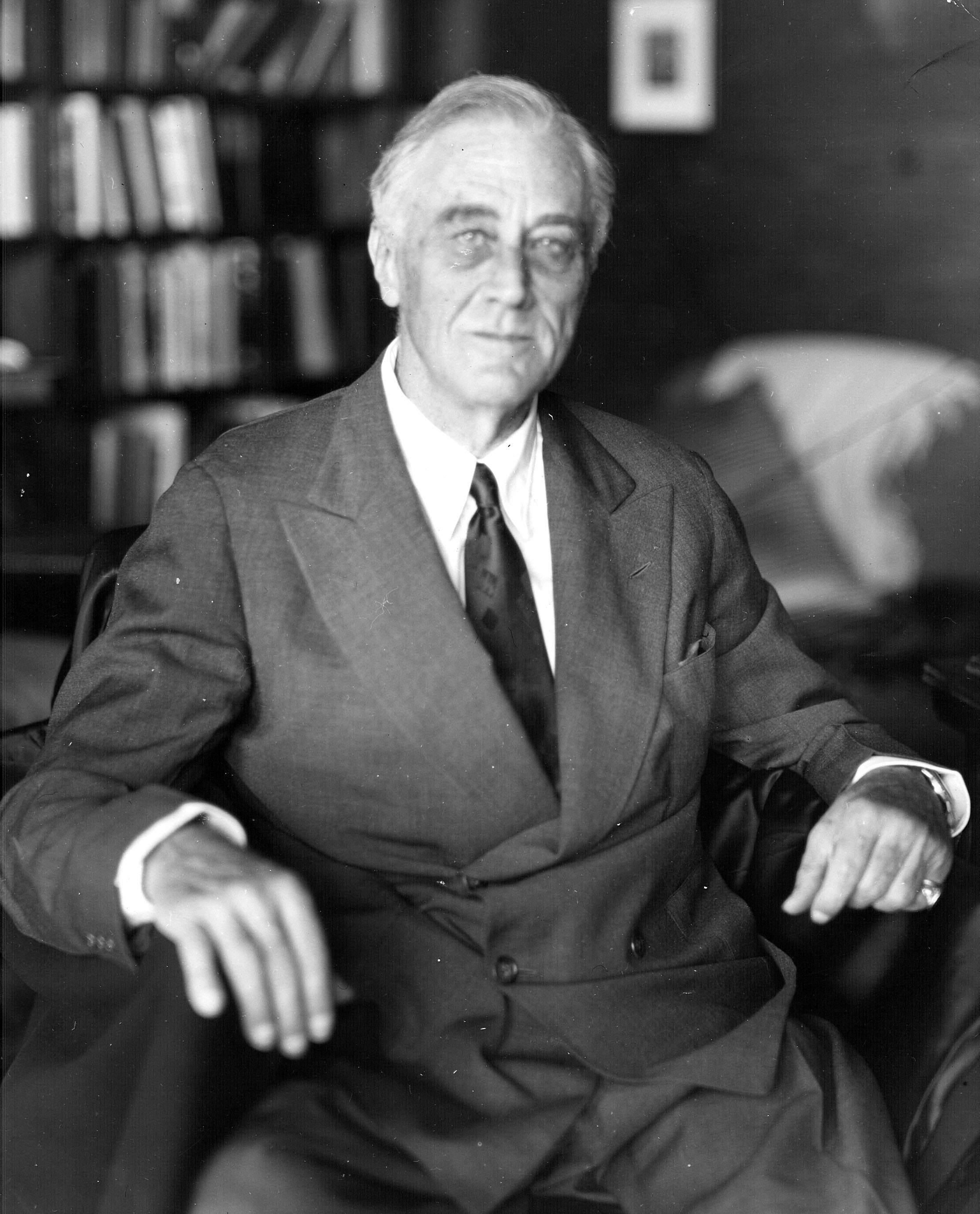
Foto den 11 april 1945 för Elizabeth Shoumatoffs porträttering av Franklin D. Roosevelt
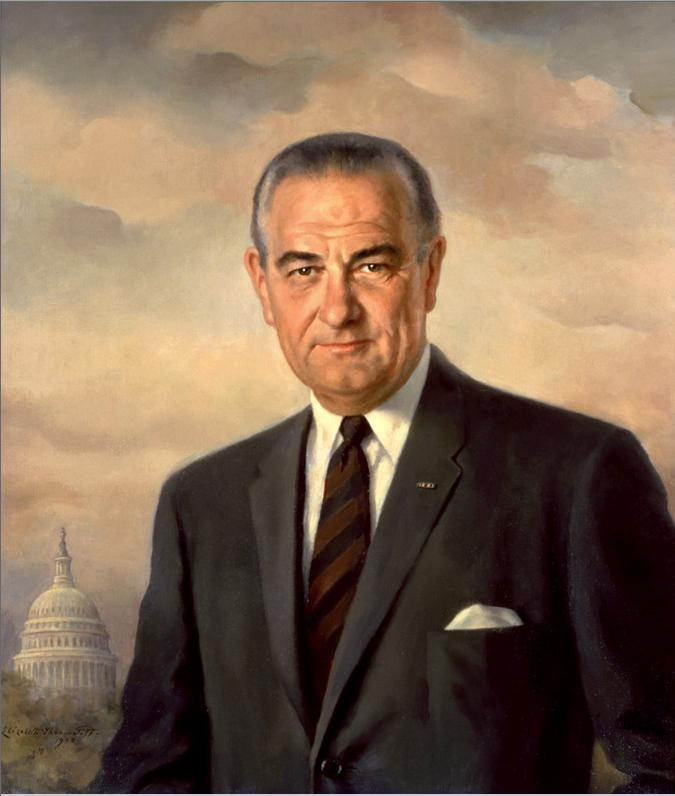
Porträtt av Lyndon B. Johnson 1968